# Helichrysum dregeanum
Helichrysum dregeanum là một loài thực vật có hoa trong họ Cúc. Loài này được Sond. & Harv. mô tả khoa học đầu tiên.